# Ruta Orbital Norponiente
La Ruta Orbital Norponiente, también conocida como Autopista Orbital Norponiente, es un proyecto de autopista urbana para la Región Metropolitana de Santiago en Chile, que unirá las comunas de Lampa y Peñaflor, conectando la Ruta 5 Norte con la Ruta 68 y la Ruta 78.
El proyecto contempla la conexión con la futura Ruta Orbital Sur en el sector sur de la ruta, formando esta vía parte del denominado Anillo orbital de Santiago.

## Trazado
La ruta comprende un trazado de 46 kilómetros, entre las comunas de Lampa y Padre Hurtado, considerando al menos un enlace con la Autopista del Sol.
El proyecto incluye el estudio de la factibilidad para incorporar una variante de 20 kilómetros que conectaría en un segundo punto con la Ruta 5 Norte, denominado "Tramo nueva conexión Norte" a la altura del enlace Liray desde el sector Camino a Perailillo.

## Desarrollo
En mayo de 2021, El Mercurio informó que el Ministerio de Obras Públicas trabajaba en el desarrollo de dos autopistas urbanas para la Región Metropolitana de Santiago: la Orbital Norponiente y la Orbital Sur. En julio de ese mismo año, el ministerio inició la recepción de ofertas para el estudio integral del proyecto.[cita requerida]
En febrero de 2022, el Plan Nacional de Infraestructura para la Movilidad 2020-2050 presentado por el entonces ministro Alfredo Moreno incluía la licitación de Ruta Orbital Norponiente para 2024.
A junio de 2024, la Dirección General de Concesiones del Ministerio de Obras Públicas estimaba la fecha de licitación para el año siguiente.